# Madame Drouin
Françoise-Marie-Jeanne-Elisabeth Gaultier, född 1720, död 1803, var en fransk skådespelare.  Hon var känd under artistnamnet Madame Drouin på Comédie-Française i Paris, där hon var engagerad 1742-1780. 
Hennes mångsidighet var inte självklar under en epok när aktörer oftast specialiserade sig inom ett fack. Under de första tjugo åren av sin karriär på teatern 
delade hon tragedi- och prinsessroller med Jeanne-Catherine Gaussem, hjältinneroller med Marie-Geneviève Dupré och subrettroller med Marie-Anne Botot Dangeville, och de sista tjugo åren karaktärsroller. Hon kunde också fungera som sångerska. 
Hon blev pionjär när hon som första kvinna fick tillstånd att hålla prologen före pjäsen. 